# Kam zmizela ta roztomilá rozesmátá holka v květovaných šatech: Básně a povídky
Kam zmizela ta roztomilá, rozesmátá holka v květovaných šatech: Básně a povídky (anglicky Betting on the Muse: Poems and Stories, v doslovném překladu Sázím na múzu) je posmrtně vydaná obsáhlá sbírka básní a povídek (1996) kultovního amerického spisovatele a básníka Charlese Bukowského.
Má široký záběr, od vzpomínek na dětství v době Velké hospodářské krize, přes historky z neklidného mládí a neméně bujarého období středního věku až po filozofické básně, které autor tvořil na sklonku života.
Je věnována spisovatelově druhé ženě Lindě Lee.
Česky sbírku obsahující více než sto básní a deset povídek vydalo nakladatelství Pragma v roce 2003, přeložil Robert Hýsek.

## Obsah
- šplích
- ženský
- opičák
- Whistler
- radosti prokletých
- ty jeho báječný svačiny
- kalhotky
- ty moje květiny zvadlé
- já proti světu
- šneci
- znovu
- filmy o první světové válce
- ať se práší za kočárem
- fáze
- únik
- žena na ulici
- zpověď zbabělce (povídka)
- tajemství
- někoho jiného
- Pohled z černošské čtvrti, 12. března 1965:
- pití
- černá a bílá
- a sníh kolem tál
- vláda mincí
- niklák (povídka)
- báseň o přírodě
- varování
- odpověď na lístek na nočním stolku
- vůbec nevíš
- nedopusť
- smrt švába
- něco nevýslovného
- právě teď
- ovce
- chcanky
- poslední souboj
- v čem je to kouzlo
- psaní
- názory
- silnej chlap
- nejhroznější
- polibte mi
- já sázím na múzu
- nehostinný vesmír (povídka)
- tak jsem potkal chlápka na ulici
- peklo je nyní
- kluk
- „sloužit a chránit“
- blbej den
- čurák
- pád říše římské
- lidi
- výkupné (povídka)
- mají to těžké
- představte si
- kuřecí drůbky
- milenec
- nikdo nevyhraje
- hvězda (povídka)
- jak to vidím já
- neón
- podle nich to funguje takhle
- hromadná srážka
- dvanáct minut před startem
- jak básně plynou
- telefon
- zapadák (povídka)
- tahle blbá hra na frajery
- opovaž se mi vlízt do bačkor, moulo
- hlas
- sanfranciský bard
- o životopisech
- lukrativní nabídka
- jak se vyhnout lidem
- kam zmizela ta roztomilá, rozesmátá holka v květovaných šatech (povídka)
- ještě že existuje slovo
- blbá forma
- poslední objednávka
- jak se dělá hvězda
- po přečtení kritické recenze
- kam že?
- být společenský
- děvčata, která jsme doprovázeli až domů
- furt pozadu
- barová stolička
- co bylo a co bude
- Paříž
- dobrá duše
- zasraná pošta
- sebevražda (povídka)
- zpověď génia
- zpráva o dopravní situaci
- ruce
- konečné skóre
- mizantrop
- a uložím ji ke spaní
- odpadkový koš
- blok
- bouřka
- podobnost
- moje šílenství (povídka)
- pastorála
- finiš
- vzácně dobrá chvilka
- vždyť je to za pár
- zvláštní štěstí
- dokud to nezabolí
- smrt odpoledne (povídka)
- bohové
- vyčistit zuby, vyčurat a spát
- kino jako hrom
- epilog
- Fante
- uplavala
- šťastná náhoda
- jen se tomu poddej
- třináctý měsíc
- finiš II
- pozorovatel
- srpen 1993
- dnes večer
- sázím na přítomnost
- úpadek
- v tygří tlamě
- srdce, co se směje
- rukavice hozená do tmy
- co teď?

## Popis povídek a některých básní

### Povídky
Zpověď zbabělce
Henry vede neplodné rozhovory se svojí manželkou. Ona chce jet do galerie, ale jemu se nechce. Je známý básník, nemá rád lidi a vykládá jí, že se stane žábou. Jeho žena se cítí nedoceněná. Henry se jde holit do koupelny. Někdo zvoní. Manželka se zvedne z postele, kde si listovala v knize D. H. Lawrence a nahlédne do koupelny. Je prázdná až na odpornou tlustou žábu v umyvadle.
Niklák
Gaines jde do práce a tam zjistí, že předáka teď dělá neoblíbený Henderson. Trochu se s ním chytne a dostane padáka. Jede na dostihy a tam spatří nádhernou ženskou - Nicki. Dá se s ní do řeči a poradí jí tip na vítěze příštího dostihu. Za chvíli jej vyhodí její šamstr. Nicki si vsadí 100 dolarů na koně, který jí poradil Gaines a vyhraje.
Gaines kromě tohoto dostihu další projede. Jde ze záchodu a odchytí jej Nicki. Vtiskne mu do ruky polovinu výhry – rovných 575 dolarů a lísteček se svým číslem. Gaines je vítěz.
Nehostinný vesmír
Carl sedí na stoličce u baru, když dovnitř vejdou dvě mladá děvčata. Hledají místo k sezení, ale všude je obsazeno. Carl blokuje volné stoličky vedle sebe. Holky se s ním dají do řeči, on ale nemá náladu se bavit o blbostech. Odradí Cristinu s Tinou a ony odejdou na konec baru za jiným týpkem.
Carlovi volá do baru bývalá žena Rissy a stěžuje si mu, že ji její nový zmlátil. Chce se s Carlem sejít. Ten jí odpoví, že jejich manželství bylo prohlášeno za neplatné a zavěsí. Rissy je neodbytná a volá znovu. Carl opět zavěsí.

Holky mezitím prchají s řevem z baru, protože štamgast Barney dal Toni facku. Carl chce po barmanovi Blinkym lístky na zápas.
Uběhne deset minut a děvčata jsou zpátky i se svým obrovským pasákem. Má duchaplné řeči o tom, že by se lidé navzájem neměli urážet. Dostane se do konfliktu s osazenstvem baru a přestože jim dává co proto, trefí ho kulka do břicha. Carl mizí z baru, sedá do auta a ujíždí domů.
Na gauči sedí Rissy…
Výkupné
Kratší povídka na 5 stránek. Marty s Kellym drží Juniora jako rukojmí a vymáhají po jeho otci výkupné. Ten na jejich požadavky reaguje odmítavě, dokonce i tehdy, když mu Marty pohrozí, že synáčkovi uříznou ucho. Kellovi se to nelíbí a navrhuje se na to vykašlat. Marty si hraje na tvrďáka a stojí si za svým. Nažhaví kudlu, přistoupí ke svázanému Juniorovi zezadu a odchlípne mu levé ucho. Vtom zahodí kudlu do rohu a uteče. Kell jej následuje.
Hvězda
James Stagler, 81letá bývalá filmová hvězda, žije s o 34 let mladší Wandou, která se o něj stará. Vaří, pere mu a obstarává jeho finance. Vyřizuje všechny věci za něj. Ale James se nemá jako v bavlnce, protože Wanda se velmi změnila. Ovládá ho a nutí jej dělat vše po jejím.
Volá jej k obědu. James rád jí v klidu. Wanda na něj naléhá, ale on vzdoruje, hodí talíř s jídlem na podlahu. Chce, aby Wanda odešla a zmizela z jeho života. Wanda se rozzuří, shodí jej ze židle a skočí po něm. Nasadí mu kravatu. James z posledních sil popadne ze země vidličku a bodne ji do zad. Wanda přestane. Na vidličku si nedosáhne ani jednou rukou. James jí slíbí, že ji vytáhne, pokud mu dá slovo, že potom odejde. Wanda souhlasí.
James jí uvěří a vidličku vytáhne. Wanda mu vztekle vytrhne vidličku z ruky a bodá jej do břicha a do obličeje. Když přestane, James se už nehýbá. Zvoní telefon, volá producent Stanhouse s nabídkou 500 000 dolarů na roli pro Jamese Staglera. Wanda mu sdělí, že se James rozhodl svou hereckou kariéru ukončit.
Zapadák
Harry zapadne do baru. Chce se něčeho napít. Barman je zvídavý, v baru se všichni znají. Harry je odtažitý, chce mít klid. Odmítá se zapojit do hry, v níž poražený platí všem rundu. Tím si vyslouží antipatie všech přítomných v baru. Zvedne se a odchází, jeden ze štamgastů mu při odchodu podkopne nohu. Harry si to nenechá líbit, vylije mu skleničku za triko.

Nasedá do auta, ale to ještě není všemu konec. Opilci vyběhnou z baru a snaží se mu převrátit auto, jeden si mu lehne na kapotu. Harry opatrně vycouvá, pak se rozjede, až muž z kapoty sletí, taktak se vyhne dalšímu ožralovi blokujícímu ulici a odjíždí domů.
Kam zmizela ta roztomilá, rozesmátá holka v květovaných šatech
Harry je zdrchaný životem. Netouží po problémech, už si něčím prošel. Chystá se ke spánku, když vtom zazvoní telefon. Je to Diana, jeho hysterická přítelkyně. Píchla pneumatiku a ječí do telefonu, neví si rady. Harry zachovává klid a vysvětluje jí, ať zavolá do autoklubu. Nakonec jí slíbí, že za ní přijede.
Zařídí odvoz do autoservisu, doveze ji domů, pomáhá jí s úklidem, koupí jí vše potřebné. Přestože si uvědomuje, že se ponižuje, nedokáže odmítnout. Investoval své city a to je vážné.
Sebevražda
Marvin Denning už nějakou dobu přemýšlí nad sebevraždou. Život mu přerostl přes hlavu, dny jsou prázdné a bezútěšné a z lidí se mu dělá špatně.
Na mostě vystoupí z auta a stoupne si na římsu. Ještě bude muset přelézt plot. Míjející řidiči na něj pokřikují, ať skočí. Marvin stojí a dívá se dolů. U jeho auta zastaví policejní vůz. Policisté ho legitimují a chtějí vědět, co má v úmyslu. Marvin se vymluví na problém s autem. Strážci zákona mu řeknou, že do něj strčí a ať se pokusí nastartovat. Marvin to udělá a odjíždí, hlídkový vůz je mu v patách.
Zastaví u restaurace a jde dovnitř. Sedne si k volnému stolu, objedná si pití a musí poslouchat bezduchý rozhovor od vedlejšího stolu. V baru hraje stupidní hudba. „Jestli nezvedneš sluchátko, máš mě u sebe zakrátko.“
Marvin přemýšlí, že se k mostu vrátí pozdě v noci, kdy nebude provoz. Představuje si dopad a cítí se lépe.
Dovnitř vtrhnou dva maskovaní lupiči. Nešetří vulgaritami a vyberou kasu. Jeden z nich hlídá a druhý obchází stoly s plátěným pytlem, kam mu návštěvníci restaurace házejí peněženky, hodinky, šperky a další cennosti.
Dojde k Marvinovi a oboří se na něj. Marvin mu odmítne vydat peněženku. Provokuje jej ke střelbě. Lupič jej udeří pažbou do temene, Marvin kontruje a uštědří mu silný kopanec do břicha. Lupič naslepo vystřelí, kulka proletí kolem Denningovy hlavy a rozbije lampičku. Oba zloději prchají i se svým lupem.
V restauraci se hosté baví o jeho odvaze a servírka mu ošetřuje ránu na hlavě. Přijíždí policie, je to tatáž hlídka, která jej legitimovala na mostě. Policisté jsou podezřívaví, domnívají se, že Marvin patří k lupičům. Hosté a majitel se jej zastávají.
Tělnatá servírka Diana jej pozve po směně k sobě domů. Svěří se mu, že je panna. Marvin neodmítne.
Udělá jí to a zatímco se ona sprchuje, Marvin se oblékne a chystá se vypadnout. Vábí ho most. Diana jej uvidí oblečeného. Sedne si na postel a potichu pláče. Marvin chvíli stojí na místě a pak se jí zeptá, jestli si spolu nedají večeři. Diana ožije a jde do kuchyně něco nachystat. Marvin se vysvleče a lehne si zpět do postele. Diana se vrací do pokoje s láhví vína, dvěma skleničkami a krásným úsměvem na tváři…
Moje šílenství
Bukowského úvaha, vzpomíná na věci, kterými si prošel, na všechno to strádání, nelehké přežívání, hledání klidu a pochopení. Během jednoho obzvlášť těžkého období vzal do ruky kousek tužky a začal psát básně na okraj novin. Jeho první sbírka poezie mu vyšla ve čtyřiceti letech a jmenovala se Květ a pěst a zvířecí nářek (Flower, Fist and Bestial Wail, 1960). Od té doby stále píše. To mu pomáhá zkrotit tygra, který ho kouše do krku. Psaní mu dává sílu zvládnout nápory šílenství, zoufalství a beznaděje. A pokud se někdo cítí obdobně a chtěl by o tom napsat, Bukowského rada zní: Běž do toho.
Smrt odpoledne
Bukowski sedí v restauraci u Mussa s Blackwellem, oba pojídají. Bukowski má krůtí sendvič s hranolky a Blackwell steak s hranolky. Pro Bukowského Musso znamená útočiště, když se cítí na dně. A na dně se cítí většinu času. 

Číšník Fellini ho štve svým přiblblým úsměvem a chvástáním se o výhrách na dostizích. Když mu Bukowski řekne svou nedávnou výhru (blufuje), Fellini se přestane usmívat.
Blackwell mu vykládá o filmu, který viděl předchozí den v televizi. Je to typická nuda s hloupým a předvídatelným dějem.
Sedí dál a zabíjejí čas. Proč nemůže existovat něco, co by mělo podstatný význam. Věcí, pro které se vyplatí vydávat energii je tak zoufale málo...

### Básně
opičák
Báseň o flašinetáři, který s malým opičákem přijede do čtvrti, kde bydlí malý Hank s rodiči. Před jejich domem začne flašinetář hrát. Dveře se rozlétnou a z domu vyběhne Bukowského otec a osopí se na něj. Pustí se s ním do hádky, flašinetář brzo zjistí, že s takovým člověkem je to ztráta času a odchází. Děti přišly o svou atrakci.
žena na ulici
Která by prosvítila pokoj a duši. Ale je na ulici.
já proti světu
Báseň o tom, proč se člověk stane zlým, o špatné situaci doma a o nenávisti na ulici. Vyprávění z pohledu malého Bukowského (chlapce) v ich formě. Oni si vybijou zlost na něm, on zas na někom dalším.
tajemství
Vše výjimečné, krásné, silné je iluze, podfuk, nekupuj to, nevěř tomu.
Neměj strach, ve skutečnosti nikdo nemá krásnou ženskou a nikdo v sobě nemá zvláštní a skrytou sílu, nikdo není výjimečný nebo úžasný nebo
kouzelný, to tak jenom vypadají, je to podfuk, švindl, habaďůra, nekupuj to, nevěř tomu. Svět je našlapaný miliardama lidí, jejichž životy
a smrti jsou na nic, a když někdo z nich vynikne a ocitne se na výsluní dějin, pusť to z hlavy, není to tak jak se zdá, je to jen další číslo, co má opět vytřít bláznům zrak.
Na světě nejsou žádní silní chlapi ani žádné krásné ženy. Když nic, tak můžeš zemřít s tímhle poznáním a tak dosáhneš jediného možného
vítězství.
Pohled z černošské čtvrti, 12. března 1965:
O marnosti, vystupují zde velicí negativní černoši i běloši, o absurditě materiálna. "Viděl jsem vás NY, Miami, Philly Frisco..., a neviděl jsem nic. Vaši nejlepší chlapi jsou opilci a vaši nejhorší chlapi je zavírají za mříže, vaši nejlepší chlapi jsou zabijáci a nejhorší chlapi jim prodávají kulky..."
vůbec nevíš
Jaké to je být sám v cizím městě, v laciném podnájmu, žít v něm se šváby a myšmi, jaká je to pohoda.
nedopusť
Nikdy nestavěj na lidech, stav raději na písku, na žumpě, na vodě, ale nikdy na lidech, kteří zpustošili celá staletí.
něco nevýslovného
Výsledek zkušenosti a prožitku nelze zvrátit. Byl probodnut vlastní hloupostí. To, co by někdo přešel mávnutím ruky, jej málem zabilo. Nic už nebude jako dřív. Něčemu věřil, odkryl svůj štít a to byla chyba.
psaní
Psaní je všelék, nejlaskavější bůh, nejlepší psychiatr, poslední naděje.
silnej chlap
Báseň věnovaná člověku, který poskytl útočiště v časech nejtěžších. John Thomas.
já sázím na múzu
O tom, že vše je nahraditelné, že vše jednou vyhasne. Ale spisovatel může pořád odpalovat do oblak, až do poslední minutky života. Smrt nezvítězí.
kluk
I sebevětší talent a snaha se dá promrhat.
představte si
O rozdílu v přemýšlení lidí a o lidském odpadu, lidi, kteří uvažují o nicotě a lidi, kteří přemýšlejí, co si dají k obědu. Kontrast.
nikdo nevyhraje
Nikdo nevyhraje, protože není co vyhrát mezi mrtvými těly a prázdnými ksichty na ulici.
jak básně plynou
Nejlepší spisovatelé toho řekli hodně málo a ti nejhorší zase až moc.
jen se tomu poddej
Najdi si své drobné štěstí v té obklopující všudypřítomné marnosti. Nebuď náročný a chraň si ho.
úpadek
Letadlo na obloze, jaký má smysl dívat se na něj, když obloha shnila. Všichni to máme za pár.
srdce, co se směje
Buď vždy sám sebou. Buď ve střehu a nenech se zadupat do bláta.
co teď?
Když smrt klepe na dveře?